# Ориенталска зеленика
Ориенталска зеленика (Chloris sinica) е вид птица от семейство Чинкови (Fringillidae).

## Разпространение
Видът е разпространен във Виетнам, Китай, Монголия, Русия, Северна Корея, Южна Корея и Япония.